# Миронов, Николай Владимирович
Николай Владимирович Миронов (24 марта 1921 года, Витебск — 8 ноября 1989 года, Москва) — советский учёный-юрист, специалист в области международного права. Профессор, доктор юридических наук.

## Биография
Н. В. Миронов родился в 1921 году в Витебске. Трудовую деятельность начал в 1938 году на одном из московских заводов. С первых дней Великой Отечественной войны находился на фронте, имел боевые награды.
После демобилизации по ранению закончил Московский государственный юридический институт, затем Высшую партийную школу при ЦК КПСС, аспирантуру Всесоюзного института юридических наук по кафедре международного права.
В 1947 году был направлен на работу в аппарат Совета Министров СССР в качестве консультанта-юриста по вопросам международного права. Занимал ряд других должностей, исполнял обязанности заведующего сектором Юридического отдела Совета Министров СССР.
В 1952 году защитил кандидатскую диссертацию на тему «Вопросы международного права в законодательстве РСФСР 1917-1922 гг.». В 1968 году защитил диссертацию на соискание ученой степени доктора юридических наук на тему «Советское законодательство и международное право».
Начиная с конца 1940-х годов Н. В. Миронов, наряду с работой в государственных органах управления, принимал активное участие в деятельности научно-исследовательских и учебных институтов – Всесоюзного института юридических наук, Института государства и права Академии наук СССР, Дипломатической академии Министерства иностранных дел СССР, Университета дружбы народов им. П. Лумумбы. Он участвовал в проведении и выступал с научными докладами по различным проблемам международного и внутригосударственного права на многих всесоюзных и международных научных конференциях и симпозиумах. Являлся также членом Секции правовых проблем сотрудничества социалистических стран Научного совета «Мировая социалистическая система» Академии наук СССР и членом Советской ассоциации Международного права.
С 1983 года занимал должность заместителя Председателя Государственного комитета СССР по делам изобретений и открытий. Одновременно был избран по конкурсу и работал заведующим кафедрой изобретательского и патентного права Центрального института повышения квалификации руководящих работников и специалистов народного хозяйства в области патентной работы.
За многолетнюю трудовую деятельность и боевые заслуги Н. В. Миронов был награждён орденами «Знак Почёта» и Отечественной войны II степени, медалями СССР и Монгольской Народной Республики.
Н. В. Миронов скоропостижно скончался 8 ноября 1989 года в Москве. Похоронен на  Ваганьковском кладбище.

### Семья
Супруга – Миронова Галина Павловна (15 декабря 1923 года, Курск – 5 февраля 2003 года, Москва), в 1970–80-х годах занимала должность секретаря парткома Всероссийского театрального общества (ВТО) РСФСР, заслуженный работник культуры РСФСР (1978 год). В семье было двое детей.

## Научная деятельность
Н. В. Миронов являлся крупным советским ученым в области международного публичного и частного права, а также советского законодательства по вопросам внешних сношений и ряда смежных областей советского права. Им был создан и теоретически обоснован ряд новых направлений в правовой науке. В частности, Н. В. Миронов впервые в науке международного права разработал и основал теорию иерархии международных норм, а также теорию межведомственных и квазимежведомственных международных договоров, которая нашла отражение в советском законодательстве.
Сферу научных интересов Н. В. Миронова составляли проблемы соотношения и взаимосвязи советского законодательства и международного права в процессе их развития, совершенствования, включая проблему приведения в действие норм международного права на территории СССР.
В своих работах Н. В. Миронов обоснованно показывает последовательность и неизменность миролюбивой внешней политики СССР, значение демократизации советского законодательства в вопросах международного значения. Он формулирует ряд предложений по совершенствованию советского законодательства. Особое внимание уделено анализу путей влияния советского законодательства на международное право. Выделены три таких пути: влияние на возникновение новых международных норм права; влияние на изменение и развитие их демократического содержания; устранение из норм международного права устаревших институтов и норм, не способствующих развитию мирного сотрудничества государств и народов в современных условиях.
Н. В. Миронов является автором  более 15 монографий, 5 брошюр и свыше 60 статей по актуальным вопросам правоведения. Многие из этих работ были переведены и изданы на иностранных языках.
Среди основных научных трудов Н. В. Миронова можно выделить следующие:
- Советское законодательство и международное право. М., «Международные отношения», 1968;
- Правовое регулирование внешних сношений СССР (1917–1970 гг.). М., «Международные отношения», 1971;
- Правовые формы социалистической интеграции (международные межведомственные соглашения). М., «Международные отношения», 1977;
- Конституционные основы внешней политики СССР. М., Знание, 1978;
- Международное право: нормы и их юридическая сила. М., «Юридическая литература», 1980;
- Международные договоры СССР (порядок заключения, исполнения и денонсация договоров). М., Знание, 1980;
- СЭВ и третьи страны: правовые аспекты сотрудничества. На английском языке, издание «Прогресс». М., 1981;
- Международное сотрудничество в области охраны промышленной собственности. Учебное пособие (в соавт.). М., 1988.